# Timgad (film)
Pour plus de détails, voir Fiche technique et Distribution.
Timgad est une comédie française réalisée par Fabrice Benchaouche.

## Fiche technique
- Titre : Timgad
- Réalisation : Fabriche Benchaouche
- Scénario : Fabrice Benchaouche, Aziz Chouaki
- Assistant réalisateur : Frédéric Drouilhat
- Directeur de la photographie : Thomas Ozoux
- Montage : Damien Keyeux
- Son : Grégory Lannoy, Paul Maermoudt
- Musique :  Ludovic Beier
- Productrice déléguée: Lila Graffin
- Pays d’origine :  France
- Genre : comédie
- Dates de sortie
  -  Belgique : 22 février 2017
  -  France : 21 décembre 2016
  -  Algérie : 21 mars 2017

## Distribution
- Mourade Zeguendi : Nasser le traître
- Sid Ahmed Agoumi : Mokhtar l'instituteur
- Mounir Margoum : Jamel l'archéologue
- Myriem Akheddiou : Djamila la veuve
- Lotfi Yahya Jedidi : Larbi l'épicier
- Samir El Hakim : Achour le tricheur
- Lamri Kaouani : L'imam
- Axel Bakouri : Mustapha l'artiste
- Fella Bennini : Naïma la fille de l'épicier
- Fattouma Ousliha Bouamari : La sorcière